# Нікітін Олексій Валерійович
Олексій Валерійович Нікітін (рос. Алексей Валерьевич Никитин, нар. 27 січня 1992, Москва) — російський футболіст, захисник клубу «Уфа».

## Клубна кар'єра
Народився 27 січня 1992 року в місті Москва. Вихованець футбольної школи клубу ЦСКА (Москва).
За свій рідний клуб йому так і не довелося зіграти жодного матчу. У першій половині 2012 року був орендований клубом з Першості ФНЛ «Єнісеєм», за який провів 5 матчів, після чого влітку Нікітін був викуплений красноярським клубом, в якому загалом провів два сезони, взявши участь у 33 матчах чемпіонату.
Своєю грою за цю команду привернув увагу представників тренерського штабу прем'єрлігового «Амкару», до складу якого приєднався на початку 2014 року. Дебютував у Прем'єр-лізі 10 березня 2014 року в матчі проти «Волги» (5:1). Всього відіграв за пермську команду півтора сезони своєї ігрової кар'єри.
Влітку 2015 року перейшов в «Уфу», підписавши трирічний контракт. Відтоді встиг відіграти за уфимську команду 18 матчів в національному чемпіонаті.

## Виступи за збірні
2008 року дебютував у складі юнацької збірної Росії, взяв участь у 22 іграх на юнацькому рівні, відзначившись 2 забитими голами.
Протягом 2013—2015 років залучався до складу молодіжної збірної Росії. На молодіжному рівні зіграв у 16 офіційних матчах, забив 1 гол.